# أفيوند
أفيوند (بالإنجليزية: Aveyond)‏ هي سلسلة من الألعاب أصدرتها شركة ألعاب أمارانث ومن تصميم أماندا فيتش، وهي تقع في الجو السحري والأسطوري للعصور الوسطى، ويكون هدف اللاعب فيها أن يخلص العالم من الشر الذي يريد السيطرة عليه. ويقوم خلالها بالعديد من المهام الأساسية والثانوية لتحقيق هدفه. وإلى الآن صدرت خمسة أجزاء بالإضافة إلى الجزء السابق المجاني نبوءة أهريمن.
موسيقى الإصدارات لحنها وسجلها آرون والز.

## نبوءة أهريمن
(بالإنجليزية: Ahriman’s prophecy)‏ هي أول إصدار عن السلسلة وتتحدث عن فتاة تدعى تاليا تعيش مع جدتها في جزيرة تدعى إلدن تذهب إلى كاهنة الجبل ليتم تسميتها، وهو تقليد في قريتها يتم به تحديد مهنتها المستقبلية، وهناك رأت في بركة الكاهنة أميرا يدعى زوروم يحاول بعث الحياة في أهريمن سيد العالم الشرير فترسلها إلى مدرسة للسحر في مدينة ثايس ويرافقها أحد أهل قريتها ويدعى ديفن لكي يأخذا دورهما في إنقاذ العالم من أهريمن.
تم طرح اللعبة بالمجان كنوع من البرمجيات الحرة وكان موعد إطلاقها هو 7 مارس 2004. ولاقت اللعبة الاستحسان من النقاد. واسم أهريمن مستقى من سيد الظلام في المجوسية

## أفيوند 1: رحلة رين
(بالإنجليزية: Aveyond 1: Rhen’s Quest)‏ بعد 16 سنة من أحداث نبوءة أهريمن، دمر أهريمن وجنوده المناطق الواقعة قرب مدينة ثايس عندما علم أن ملكتها أليسيا بندراغون سوف تنجب من يقضي عليه، فتنجب طفلة ويوافق أحد جنوده على أن يأخذها بعيدا في مكان آمن.
في قريتها عاشت الطفلة وكان اسمها رين، وفي أحد الأيام تقابل تاليا مورفا كاهنة الأحلام (من الجزء السابق) وكانت قد نجت من هجوم أحد الشياطين الذين أرسلهم أهريمن، وأعطت رين خاتمها لتناديها متى احتاجت إليها، ولكن هذا سبب مشكلة لرين التي اختطفها أحد تجار العبيد الذي تم إرساله لكي يختطف الكاهنة، ثم يبيعها مع العبيد في مدينة على جزيرة أخرى.
تظهر قوتها السحرية بالصدفة عندما تمنع ابن سيدتها لارس من إيذاء أحد العبيد فتلفت أنظار أعضاء مدرسة السحر الذين كانوا يفتشون عن المواهب، وبعد أن تتخرج يتم إرسالها لكي تنقذ الكهنة الذين سجن أهريمن أرواحهم وتهزمه.

### الاستقبال
لاقت اللعبة استحسانا كبيرا من النقاد وجعلها موقع غيم تونل لعبة الشهر في مارس 2006. ومن جهة أخرى ركز جاسون بورتر من موقع غيم كرونيكلز على وضع المفاتيح، وانتقد شخصيات اللاعبين الرئيسيين والحوارات وتطور اللعبة.
| الناشر          | العلامة |
| --------------- | ------- |
| Ace Gamez       | 9/10    |
| Gamezebo        | 3.5/5   |
| Game Plasma     | 8/10    |
| Netjak          | 5.1/10  |
| RPGFan          | 83%     |
| Game Chronicles | 5.5/10  |

## أفيوند 2 رحلة إيان
(بالإنجليزية: Aveyond 2: Ean’s Quest)‏ تبدأ القصة في عالم كائنات الإلف مع فتى يدعى إيان وصديقته ليا والتي فشلت في اختبار السحر الذي كانت قد خضعت له قبل عدة سنوات مما أحزنها، وفي أحد الأيام تقوم ملكة الثلج باختطاف ليا ووضع سحر على أهل القرية لينسوها، وعندما يستيقظ إيان والذي كان الوحيد الذي يتذكرها يستغرب عندما يرى أن لا أحد يتذكر ليا، وعندما يذهب إلى شجرة البلوط الكبيرة لتساعده تخبره أنه عليه الذهاب لإنقاذ إيا، فأرسلته لعالم البشر لكي ينقذها وبعدها تحدث مواقف كثيرة ويقابل أشخاص كثر ياعدونه منهم : راي، ونيكولاس، وكيفين , وروبن، وشخصيات أخرى تساعده على تخليص العالم من ملكة الثلج ويقابلون وحوش كثيرة وقصص جميلة .

### الاستقبال
استقبلت اللعبة بشكل حسن، ولاقت الشكر من النقاد في موقعي غيم زيبو وآر بي جي فان، وموقع غيم تونل جعلها تحتل المركز الثاني للألعاب من اختيار اللاعبين لسنة 2007 وأفضل ألعاب الآر بي جي للسنة.

## أفيوند: كرات السحر
(بالإنجليزية: Aveyond: Orbs of Magic)‏ تتبع اللعبة هذه المرة قصة ميل وهي متشردة ولصة تعيش في شوارع مدينة هاربورغ، حدث مرة أن اتفقت على سرقة غرض لصالح رجل غامض ثم اكتشفت في مهمتها هذه أنها سليلة ساحر شرير يدعى موردرد داركثروب والذي حاول السيطرة على العالم قبل مائتي عام، وقد وتبين أن الرجل الغامض هو مصاص دماء يحاول بدوره السيطرة على العالم، فتبدأ عدة رحلات مع الأمير إدوارد بندراغون للعثور على الكرات التي صنعها موردرد وإيقاف الشر.
هذا الجزء يقع في عدة فصول وأول جزء بعنوان سيد الشفق (بالإنجليزية: Lord of Twilight)‏، والفصل الثاني بعنوان بوابات الليل (بالإنجليزية: Gates of Night)‏، والفصل الثالث بعنوان الكرة المفقودة (بالإنجليزية: The Lost Orb)‏ وقد صدر أول جزئين في فترة لاحقة أما الثالث فقد صدر في 15 فبراير 2010. وقد صدر الفصل الذي تقرر أن يكون الأخير من هذا الجزء في 21 ديسمبر 2010 ويدعى نبؤة داركثروب (بالإنجليزية: The Darkthrop Prophecy)‏